# یائو یه
یائو یه (انگلیسی: Yao Ye؛ زادهٔ ۱۰ آوریل ۱۹۷۳) تیرانداز اهل چین بود. وی در بازی‌های المپیک تابستانی ۲۰۰۴ حضور داشته‌است.